# Tindfjallajökull
De Tindfjallajökull is een stratovulkaan en gelijknamige kleine gletsjer in het zuiden van IJsland. De gletsjer ligt hemelsbreed zo'n 20 kilometer ten noorden van de Eyjafjallajökull aan de overkant van de Markarfljót rivierdal. Het hoogste punt van de Tindfjallajökull ligt op 1461 meter.
De vulkaan stootte al basaltische en ryolitische gesteentes uit. Er is ook een caldera van 5 km breed die gevormd werd 54.000 jaar geleden. Er is ook ignimbriet teruggevonden rond die periode. De laatste uitbarsting is al afkomstig uit het Holoceen. De vulkaan slaapt dus al meer dan 10.000 jaar.